# Brunslar
Brunslar war eine kurzzeitig bestehende Gemeinde im nordhessischen Landkreis Melsungen. Sie wurde im Zuge der Gebietsreform in Hessen am 1. Februar 1971 durch die bis dahin selbstständigen Gemeinden Altenbrunslar und Neuenbrunslar gegründet. Am 31. Dezember 1971 schloss sich die Gemeinde Wolfershausen freiwillig der Gemeinde Brunslar an.
Sie umfasste zu Beginn eine Fläche von 1271 ha, die von ca. 1300 Menschen bewohnt und bearbeitet wurden. Mit der Eingemeindung von Wolfershausen wuchs die Fläche auf 1641 ha und die Bevölkerung auf rund 2000.
Zum 1. Januar 1974 wurde die Gemeinde Brunslar mit den Gemeinden Gensungen, Helmshausen, Hilgershausen und Rhünda sowie der Stadt Felsberg zur erweiterten Stadt Felsberg zusammengeschlossen. Für alle eingegliederten, ehemals eigenständigen Gemeinden wurden Ortsbezirke errichtet.